# رز اندرسن
رز اندرسن (انگلیسی: Rose Anderson؛ زادهٔ ۲۳ مارس ۱۹۸۸) یک بازیکن بسکتبال اهل بریتانیا است.